# Samostan Saint-Gilles
Samostan Saint-Gilles (francosko Abbaye de Saint-Gilles) je samostan v Saint-Gillesu v južni Franciji. Ustanovil ga je Saint Giles in je vključen na Unescov seznam dediščine kot del Jakobove poti v Santiago de Compostela v Franciji.

## Zgodovina
Po legendi ga je v 7. stoletju ustanovil sveti Gilles na ozemlju, ki mu ga je podaril vizigotski kralj Vamba, potem ko je med lovom neprostovoljno ranil svetnika. Samostan je bil sprva posvečen sv. Petru in sv. Pavlu, vendar so v 9. stoletju posvetili samemu sv. Gilesu, ki je postal ena najbolj čaščenih osebnosti na tem območju. Njegove relikvije so bile shranjene v opatijski cerkvi in so privabljale številne romarje.
V 11. stoletju je bil samostan priključen samostanu v Clunyju. Zaradi njegovega razcveta so ga povečevali in okrasili od 12. do 15. stoletja, ko je bil dokončan križni hodnik. V 16. stoletju je bila cerkev med verskimi vojnami opustošena, ko so se vanjo zatekli hugenoti. Obnove so potekale v 17. stoletju in ponovno, po nadaljnjih poškodbah med francosko revolucijo, v 19. stoletju. Grobnica sv. Gilesa je bila ponovno odkrita leta 1865 in je od leta 1965 spet postala romarska destinacija.

## Opis
Samostanska cerkev je v tipičnem južnofrancoskem romanskem slogu. Fasada, zgrajena od leta 1120 do 1160, ima okrašen vhodni portik s tremi portali (osrednji je večji) s korintskimi stebri in srednjeveškim kiparskim okrasjem. Ti vključujejo v spodnjem delu bestiarij in prizore iz Stare zaveze; v srednjem ima kipe in like iz Nove zaveze; friz in timpanon nad slednjim imata tudi prizore iz iste knjige, vključno z Čaščenjem Treh kraljev, Jezusovim križanjem in Maestà.
Frizni prizori se zgledujejo po rimskih. Zgornji del fasade je imel prvotno tudi klasično navdahnjeno dekoracijo, ki pa je zdaj izginila. Zvonik je iz 18. stoletja.
Kripta ali spodnja cerkev je iz začetka 11. stoletja. Meri 50 krat 25 metrov in zavzema ves podzemni del ladje. V njenem središču je grobnica sv. Gilesa, srednjeveški kraj čaščenja, dokler v 16. stoletju niso njegove relikvije prenesli v baziliko sv. Saturnin v Toulousu. Zgornja cerkev z ladjo in dvema apsidama, razen masivnih stebrov v korintskem slogu, večinoma pripada prezidavi iz 17. stoletja.
Za apsido so ostanki starodavnega kora, ki je bil nekoč del prvotno daljše cerkve (98 metrov namesto sedanjih 50). Znotraj severne stene starodavnega kora je spiralno stopnišče (zdaj prosto stoječe), znano kot vis de Saint-Gilles, iz 12. stoletja, narejeno iz konzolnih kamnitih stopnic.

## Odlitek
Mavčni odlitek fasade obstaja v dvorani za arhitekturo v muzeju Carnegie v Oaklandu (Pittsburgh) v Pensilvaniji.